# Таньели, Угур
Угур Таньели (тур. Uğur Tanyeli, р. 1952, Анкара) — турецкий архитектор и историк архитектуры.

## Биография
Родился в 1952 году в Анкаре. Его отец был госслужащим. Когда Угур был ещё ребёнком, его семья переехала в Стамбул.
Школьное образование получил там же. Затем поступил в Стамбульский технический университет, чтобы получить специальность инженера, но, поняв, что это ему не подходит, прервал учебу в Стамбульском техническом университете и поступил на кафедру архитектуры Академии изящных искусств.
После окончания университета работал там же. Через три года был вынужден уволиться после ссоры с главой кафедры Бюлентом Озером. В 1982-91 годах работал в Стамбульском техническом университете. В 1990-91 годах — в Центре исследований Ближнего Востока и Северной Африки при Мичиганском университете. В 1991-98 годах — в Анатолийском университете.
В 1998—2011 годах преподавал в Техническом университете Йылдыз. С августа 2011 по февраль 2015 года работал в университете Мардин Артуклу, был деканом факультета инженерного дела и архитектуры, который сам же и основал. С февраля 2015 по июль 2018 был деканом факультета Архитектуры при Стамбульском университете Бильги. С августа 2018 года является деканом факультета архитектуры и дизайна Стамбульского университета Шехир.
Автор ряда работ об архитектуре и истории архитектуры. Среди его работ: «Üç Kuşak Cumhuriyet» (1998), Sedad Hakkı Eldem (2001), «İstanbul 1900—2000: Konutu ve Modernleşmeyi Metropolden Okumak» (Akın Nalça ile, 2004), «Doruk Pamir (Building /Projects 1963—2005)» — Series On Turkish Architects (İngilizce, 2006), «Turgut Cansever: Düşünce Adamı ve Mimar» (A. Yücel ile birlikte, 2007), «Mimarlığın Aktörleri: Türkiye 1900—2000» (2007), «Rüya, İnşa, İtiraz: Mimari Eleştiri Metinleri» (2011, 2013), «Sınıraşımı Metinleri: Osmanlı Mekanının Peşindenin» (Akın Nalça ile, 2015), «Sanat Kavramı ve Terimleri Sözlüğü» (Metin Sözen ile, 2015), Центральная мечеть (Бишкек) 2012-2017 был главным архитектором, «Yıkarak Yapmak» (2017), «Toplumsal Hafıza, Mimarlık», «Tarih ve Kuram» (2018), «Mütereddit Modernler-Dünyada ve Türkiye’de Mimar İdeologlar» (2018). С 1990 года был главным редактором журнала «Arredamento Architecture».